# تلفريك جبل فارون
تلفريك مونت فارون هو تلفريك يوفر الوصول إلى جبل فارون، وهي قمة تطل على مدينة تولون، في إقليم الفار (فرنسا).

## تاريخ
بُني التلفريك في عام 1958 من قبل هيكيل ولكن تم افتتاحه في يوليو 1959.

## التلفريك الحضري أو السياحي
لا يعتبر تلفريك تولون من التلفريك الحضري بمعنى أنه لا يخدم الأحياء المكتظة بالسكان. في الواقع، على الرغم من أن المحطة السفلية تقع في منطقة حضرية، فإن المحطة العليا على هضبة فارون تخدم فقط الأماكن السياحية (مطعم بانورامي، نصب تذكاري لإنزال بروفانس، حديقة حيوان فارون).
للتلفريك معدل تردد يبلغ كابينة كل 10 دقائق، مما يسمح بالوصول إلى قمة جبل فارون.

## المعلومات الفنية
يبلغ طول التلفريك 1437 مترًا ويبلغ فرق الارتفاع 378 مترًا. ويتكون من خمسة أبراج ويبلغ أقصى امتداد له 685 مترًا بين البرجين 4 و5. ويبلغ الحد الأقصى للانحدار 45%. تبلغ سعته 150 شخص/ساعة ومدة الصعود ست دقائق. وهو مجهز بكابينتين تتحركان ذهابًا وإيابًا.

## وصول

### طريق
يحتوي تلفريك تولون على حديقة صغيرة ومرفق ركوب على بعد أمتار قليلة من المحطة السفلية.

### وسائل النقل العام
يمكن الوصول إلى المحطة السفلية عبر الخط 40 من شبكة تولون ميسترال.

## روابط خارجية
- إنشاء الموقع الرسمي بواسطة Six Pixels
- ملف تفصيلي على موقع مصاعد التزلج